# Setmana Ciclista Valenciana 2021
La 5e édition de la Setmana Ciclista Valenciana a lieu du 6 mai au 9 mai 2021. La course fait partie du calendrier UCI féminin en catégorie 2.1. La course a normalement lieu en février, mais à cause de l'épidémie de Covid, elle est déplacée à mai.
Annemiek van Vleuten s'impose avec deux minutes d'avance dans la première étape.  Sandra Alonso remporte au sprint la deuxième étape. Alice Barnes en fait de même le lendemain. Urška Žigart remporte la dernière étape légèrement détâchée. Annemiek van Vleuten s'impose au classement général devant Mavi Garcia et Katrine Aalerud. Kristabel Doebel-Hickok est la meilleure grimpeuse, Noemi Rüegg  la meilleure jeune, Sandra Alonso la meilleure régionale et Movistar la meilleure équipe.

## Équipes
| UCI Women's WorldTeams (4)- Alé BTC Ljubljana - Team BikeExchange - Canyon-SRAM Racing - Movistar Team Équipes féminines continentales (15)- Andy Schleck-CP NVST-Immo Losch - Aromitalia-Basso Bikes-Vaiano - Bizkaia-Durango - Doltcini-Van Eyck Sport-Proximus - Drops-Le col - Eneicat-RBH Global-Martin Villa - Farto-BTC - Laboral Kutxa-Fundacion Euskadi - Massi Tactic - NXTG Racing - Rally - Río Miera-Cantabria Deporte - Sopela - Stade Rochelais Charente-Maritime Women Cycling - Top Girls Fassa Bortolo Équipes féminines continentales (2)- Burgos Alimenta Women Cycling Sport - Vib Sports |
| |

## Parcours
Le parcours est globalement vallonné voire montagneux. La première étape comporte ainsi quatre cols : l'Alto Barxeta, l'Alto Serra Grossa, l'Alto Barxeta une seconde fois et enfin l'Alto Barx. Le lendemain, l'Alto Coronetes et l'Alto Salt del Cavall sont au programme. La troisième étape est comparativement facile, mais elle n'en reste pas moins difficile. L'ultime étape présente trois cols : l'Alto Tudons, l'Alto Benifallim et l'Alto Collao.

## Étapes
| Étape     | Date   | Villes étapes                     | type                      | Distance (km) | Dénivelé (m) | Vainqueur d'étape    | Leader du classement général |
| --------- | ------ | --------------------------------- | ------------------------- | ------------- | ------------ | -------------------- | ---------------------------- |
| 1re étape | 6 mai  | Barxeta – Gandia                  | étape de moyenne montagne | 125,71        | 2 240 m      | Annemiek van Vleuten | Annemiek van Vleuten         |
| 2e étape  | 7 juin | Castelló de la Plana – Villarreal | étape de moyenne montagne | 130,71        | 3 399 m      | Sandra Alonso        | Annemiek van Vleuten         |
| 3e étape  | 8 mai  | Sagonte – Valence                 | étape de plaine           | 107,76        | 595 m        | Alice Barnes         | Annemiek van Vleuten         |
| 4e étape  | 9 mai  | Finestrat – Alicante              | étape de moyenne montagne | 114,22        | 3 506 m      | Urška Žigart         | Annemiek van Vleuten         |

## Favorites
Annemiek van Vleuten est la grande favorite du fait de ses qualités de grimpeuse et de ses nombreuses victoires en Espagne les saisons précédentes. Mavi Garcia est aussi candidate à la victoire, tout comme Clara Koppenburg.

## Déroulement de la course

### 1reétape
Dans la première difficulté de la journée, Omer Shapira et Heidi Franz attaquent. Au bout d'une heure de course, leur avance atteint deux minutes quarante. Les équipes BikeExchange et Movistar mènent alors la chasse. Au kilomètre soixante-cinq, dans l'Alto Serra Grossa, Shapira distance sa compagnon d'échappée. Un groupe de huit poursuivantes se forme alors. Il s'agit de : Lisa Klein, Urška Žigart, Alicia Gonzalez, Kristabel Doebel-Hickok, rapidement rejointes pas Rasa Leleivytė, Anastasia Chursina et Giorgia Vettorello. Ce groupe est néanmoins repris. À vingt-six kilomètres de l'arrivée, Omer Shapira est toujours en tête, mais elle est reprise par Annemiek van Vleuten et Mavi Garcia qui ont attaqué dans l'ultime ascension du jour. À un kilomètre du sommet, la Néerlandaise sort seule. Elle parvient à conserver plus de deux minutes d'avance à l'arrivée, malgré une chute dans la dernière descente.
| \| Classement de l'étape \| Classement de l'étape \| Classement de l'étape \| Classement de l'étape \| Classement de l'étape \| \| Coureuse \| Coureuse \| Pays \| Équipe \| Temps \| \| --------------------- \| --------------------- \| --------------------- \| --------------------------------- \| --------------------- \| \| 1re \| Annemiek van Vleuten \| Pays-Bas \| Movistar Team \| 3 h 21 min 02 s \| \| 2e \| Mavi García \| Espagne \| Alé BTC Ljubljana \| + 2 min 06 s \| \| 3e \| Katrine Aalerud \| Norvège \| Movistar Team \| + 2 min 21 s \| \| 4e \| Letizia Borghesi \| Italie \| Aromitalia-Basso Bikes-Vaiano \| + 2 min 21 s \| \| 5e \| Hannah Ludwig \| Allemagne \| Canyon-SRAM Racing \| + 2 min 21 s \| \| 6e \| Špela Kern \| Slovénie \| Massi Tactic \| + 2 min 21 s \| \| 7e \| Noemi Rüegg \| Suisse \| Stade Rochelais Charente-Maritime \| + 2 min 21 s \| \| 8e \| Debora Silvestri \| Italie \| Top Girls Fassa Bortolo \| + 2 min 21 s \| \| 9e \| Neve Bradbury \| Australie \| Canyon-SRAM Racing \| + 2 min 21 s \| \| 10e \| Greta Marturano \| Italie \| Top Girls Fassa Bortolo \| + 2 min 21 s \| |                      |           |                                   |                 |
| |                      |           |                                   |                 |
| Source : ProCyclingStats |                      |           |                                   |                 |
| Classement de l'étape |                      |           |                                   |                 |
| Coureuse | Coureuse             | Pays      | Équipe                            | Temps           |
| 1re | Annemiek van Vleuten | Pays-Bas  | Movistar Team                     | 3 h 21 min 02 s |
| 2e | Mavi García          | Espagne   | Alé BTC Ljubljana                 | + 2 min 06 s    |
| 3e | Katrine Aalerud      | Norvège   | Movistar Team                     | + 2 min 21 s    |
| 4e | Letizia Borghesi     | Italie    | Aromitalia-Basso Bikes-Vaiano     | + 2 min 21 s    |
| 5e | Hannah Ludwig        | Allemagne | Canyon-SRAM Racing                | + 2 min 21 s    |
| 6e | Špela Kern           | Slovénie  | Massi Tactic                      | + 2 min 21 s    |
| 7e | Noemi Rüegg          | Suisse    | Stade Rochelais Charente-Maritime | + 2 min 21 s    |
| 8e | Debora Silvestri     | Italie    | Top Girls Fassa Bortolo           | + 2 min 21 s    |
| 9e | Neve Bradbury        | Australie | Canyon-SRAM Racing                | + 2 min 21 s    |
| 10e | Greta Marturano      | Italie    | Top Girls Fassa Bortolo           | + 2 min 21 s    |

| \| Classement général \| Classement général \| Classement général \| Classement général \| Classement général \| \| Coureuse \| Coureuse \| Pays \| Équipe \| Temps \| \| ------------------ \| -------------------- \| ------------------ \| --------------------------------- \| ------------------ \| \| 1re \| Annemiek van Vleuten \| Pays-Bas \| Movistar Team \| 3 h 20 min 52 s \| \| 2e \| Mavi García \| Espagne \| Alé BTC Ljubljana \| + 2 min 10 s \| \| 3e \| Katrine Aalerud \| Norvège \| Movistar Team \| + 2 min 27 s \| \| 4e \| Letizia Borghesi \| Italie \| Aromitalia-Basso Bikes-Vaiano \| + 2 min 31 s \| \| 5e \| Hannah Ludwig \| Allemagne \| Canyon-SRAM Racing \| + 2 min 31 s \| \| 6e \| Špela Kern \| Slovénie \| Massi Tactic \| + 2 min 31 s \| \| 7e \| Noemi Rüegg \| Suisse \| Stade Rochelais Charente-Maritime \| + 2 min 31 s \| \| 8e \| Debora Silvestri \| Italie \| Top Girls Fassa Bortolo \| + 2 min 31 s \| \| 9e \| Neve Bradbury \| Australie \| Canyon-SRAM Racing \| + 2 min 31 s \| \| 10e \| Greta Marturano \| Italie \| Top Girls Fassa Bortolo \| + 2 min 31 s \| |                      |           |                                   |                 |
| |                      |           |                                   |                 |
| Source : ProCyclingStats |                      |           |                                   |                 |
| Classement général |                      |           |                                   |                 |
| Coureuse | Coureuse             | Pays      | Équipe                            | Temps           |
| 1re | Annemiek van Vleuten | Pays-Bas  | Movistar Team                     | 3 h 20 min 52 s |
| 2e | Mavi García          | Espagne   | Alé BTC Ljubljana                 | + 2 min 10 s    |
| 3e | Katrine Aalerud      | Norvège   | Movistar Team                     | + 2 min 27 s    |
| 4e | Letizia Borghesi     | Italie    | Aromitalia-Basso Bikes-Vaiano     | + 2 min 31 s    |
| 5e | Hannah Ludwig        | Allemagne | Canyon-SRAM Racing                | + 2 min 31 s    |
| 6e | Špela Kern           | Slovénie  | Massi Tactic                      | + 2 min 31 s    |
| 7e | Noemi Rüegg          | Suisse    | Stade Rochelais Charente-Maritime | + 2 min 31 s    |
| 8e | Debora Silvestri     | Italie    | Top Girls Fassa Bortolo           | + 2 min 31 s    |
| 9e | Neve Bradbury        | Australie | Canyon-SRAM Racing                | + 2 min 31 s    |
| 10e | Greta Marturano      | Italie    | Top Girls Fassa Bortolo           | + 2 min 31 s    |

### 2eétape
La première échappée se compose de : Tatiana Guderzo, Olivia Baril, Katrine Aalerud, Paula Patiño, Ane Santesteban et Omer Shapira. L'écart atteint la minute. Un regroupement a néanmoins lieu à cent dix kilomètres de l'arrivée. Juste après le sprint intermédiaire, Kristabel Doebel-Hickok attaque. Le peloton lui laisse prendre quatre minutes. Dans l'Alto Coronetes, le peloton se scinde en deux. Les quarante kilomètres de plat dans le final sont fatal à l'échappée de Doebel-Hickok. L'étape se conclut au sprint. Sandra Alonso s'impose.
| \| Classement de l'étape \| Classement de l'étape \| Classement de l'étape \| Classement de l'étape \| Classement de l'étape \| \| Coureuse \| Coureuse \| Pays \| Équipe \| Temps \| \| --------------------- \| --------------------- \| --------------------- \| --------------------------------- \| --------------------- \| \| 1re \| Sandra Alonso \| Espagne \| Bizkaia-Durango \| 3 h 42 min 59 s \| \| 2e \| Sheyla Gutiérrez \| Espagne \| Movistar Team \| + 0 s \| \| 3e \| Arianna Fidanza \| Italie \| Team BikeExchange \| + 0 s \| \| 4e \| Laura Tomasi \| Italie \| Alé BTC Ljubljana \| + 0 s \| \| 5e \| Debora Silvestri \| Italie \| Top Girls Fassa Bortolo \| + 0 s \| \| 6e \| Noemi Rüegg \| Suisse \| Stade Rochelais Charente-Maritime \| + 0 s \| \| 7e \| Tiffany Cromwell \| Australie \| Canyon-SRAM Racing \| + 0 s \| \| 8e \| Catalina Soto \| Chili \| NXTG Racing \| + 0 s \| \| 9e \| Greta Marturano \| Italie \| Top Girls Fassa Bortolo \| + 0 s \| \| 10e \| Rasa Leleivytė \| Lituanie \| Aromitalia-Basso Bikes-Vaiano \| + 0 s \| |                  |           |                                   |                 |
| |                  |           |                                   |                 |
| Source : ProCyclingStats |                  |           |                                   |                 |
| Classement de l'étape |                  |           |                                   |                 |
| Coureuse | Coureuse         | Pays      | Équipe                            | Temps           |
| 1re | Sandra Alonso    | Espagne   | Bizkaia-Durango                   | 3 h 42 min 59 s |
| 2e | Sheyla Gutiérrez | Espagne   | Movistar Team                     | + 0 s           |
| 3e | Arianna Fidanza  | Italie    | Team BikeExchange                 | + 0 s           |
| 4e | Laura Tomasi     | Italie    | Alé BTC Ljubljana                 | + 0 s           |
| 5e | Debora Silvestri | Italie    | Top Girls Fassa Bortolo           | + 0 s           |
| 6e | Noemi Rüegg      | Suisse    | Stade Rochelais Charente-Maritime | + 0 s           |
| 7e | Tiffany Cromwell | Australie | Canyon-SRAM Racing                | + 0 s           |
| 8e | Catalina Soto    | Chili     | NXTG Racing                       | + 0 s           |
| 9e | Greta Marturano  | Italie    | Top Girls Fassa Bortolo           | + 0 s           |
| 10e | Rasa Leleivytė   | Lituanie  | Aromitalia-Basso Bikes-Vaiano     | + 0 s           |

| \| Classement général \| Classement général \| Classement général \| Classement général \| Classement général \| \| Coureuse \| Coureuse \| Pays \| Équipe \| Temps \| \| ------------------ \| -------------------- \| ------------------ \| --------------------------------- \| ------------------ \| \| 1re \| Annemiek van Vleuten \| Pays-Bas \| Movistar Team \| 7 h 03 min 51 s \| \| 2e \| Mavi García \| Espagne \| Alé BTC Ljubljana \| + 2 min 10 s \| \| 3e \| Katrine Aalerud \| Norvège \| Movistar Team \| + 2 min 27 s \| \| 4e \| Debora Silvestri \| Italie \| Top Girls Fassa Bortolo \| + 2 min 31 s \| \| 5e \| Noemi Rüegg \| Suisse \| Stade Rochelais Charente-Maritime \| + 2 min 31 s \| \| 6e \| Greta Marturano \| Italie \| Top Girls Fassa Bortolo \| + 2 min 31 s \| \| 7e \| Hannah Ludwig \| Allemagne \| Canyon-SRAM Racing \| + 2 min 31 s \| \| 8e \| Letizia Borghesi \| Italie \| Aromitalia-Basso Bikes-Vaiano \| + 2 min 31 s \| \| 9e \| Špela Kern \| Slovénie \| Massi Tactic \| + 2 min 31 s \| \| 10e \| Neve Bradbury \| Australie \| Canyon-SRAM Racing \| + 2 min 31 s \| |                      |           |                                   |                 |
| |                      |           |                                   |                 |
| Source : ProCyclingStats |                      |           |                                   |                 |
| Classement général |                      |           |                                   |                 |
| Coureuse | Coureuse             | Pays      | Équipe                            | Temps           |
| 1re | Annemiek van Vleuten | Pays-Bas  | Movistar Team                     | 7 h 03 min 51 s |
| 2e | Mavi García          | Espagne   | Alé BTC Ljubljana                 | + 2 min 10 s    |
| 3e | Katrine Aalerud      | Norvège   | Movistar Team                     | + 2 min 27 s    |
| 4e | Debora Silvestri     | Italie    | Top Girls Fassa Bortolo           | + 2 min 31 s    |
| 5e | Noemi Rüegg          | Suisse    | Stade Rochelais Charente-Maritime | + 2 min 31 s    |
| 6e | Greta Marturano      | Italie    | Top Girls Fassa Bortolo           | + 2 min 31 s    |
| 7e | Hannah Ludwig        | Allemagne | Canyon-SRAM Racing                | + 2 min 31 s    |
| 8e | Letizia Borghesi     | Italie    | Aromitalia-Basso Bikes-Vaiano     | + 2 min 31 s    |
| 9e | Špela Kern           | Slovénie  | Massi Tactic                      | + 2 min 31 s    |
| 10e | Neve Bradbury        | Australie | Canyon-SRAM Racing                | + 2 min 31 s    |

### 3eétape
La troisième étape se termine au sprint, Alice Barnes gagne devant Sheyla Gutierrez.
| \| Classement de l'étape \| Classement de l'étape \| Classement de l'étape \| Classement de l'étape \| Classement de l'étape \| \| Coureuse \| Coureuse \| Pays \| Équipe \| Temps \| \| --------------------- \| --------------------- \| --------------------- \| --------------------------------- \| --------------------- \| \| 1re \| Alice Barnes \| Royaume-Uni \| Canyon-SRAM Racing \| 2 h 44 min 48 s \| \| 2e \| Sheyla Gutiérrez \| Espagne \| Movistar Team \| + 0 s \| \| 3e \| Mylène de Zoete \| Pays-Bas \| NXTG Racing \| + 0 s \| \| 4e \| Sandra Alonso \| Espagne \| Bizkaia-Durango \| + 0 s \| \| 5e \| Laura Tomasi \| Italie \| Alé BTC Ljubljana \| + 0 s \| \| 6e \| Agnieta Francke \| Pays-Bas \| Farto-BTC \| + 0 s \| \| 7e \| Tereza Neumanová \| Tchéquie \| Centre mondial du cyclisme \| + 0 s \| \| 8e \| Noemi Rüegg \| Suisse \| Stade Rochelais Charente-Maritime \| + 0 s \| \| 9e \| Kim Baptista \| Royaume-Uni \| Eneicat-RBH \| + 0 s \| \| 10e \| Annemiek van Vleuten \| Pays-Bas \| Movistar Team \| + 0 s \| |                      |             |                                   |                 |
| |                      |             |                                   |                 |
| Source : ProCyclingStats |                      |             |                                   |                 |
| Classement de l'étape |                      |             |                                   |                 |
| Coureuse | Coureuse             | Pays        | Équipe                            | Temps           |
| 1re | Alice Barnes         | Royaume-Uni | Canyon-SRAM Racing                | 2 h 44 min 48 s |
| 2e | Sheyla Gutiérrez     | Espagne     | Movistar Team                     | + 0 s           |
| 3e | Mylène de Zoete      | Pays-Bas    | NXTG Racing                       | + 0 s           |
| 4e | Sandra Alonso        | Espagne     | Bizkaia-Durango                   | + 0 s           |
| 5e | Laura Tomasi         | Italie      | Alé BTC Ljubljana                 | + 0 s           |
| 6e | Agnieta Francke      | Pays-Bas    | Farto-BTC                         | + 0 s           |
| 7e | Tereza Neumanová     | Tchéquie    | Centre mondial du cyclisme        | + 0 s           |
| 8e | Noemi Rüegg          | Suisse      | Stade Rochelais Charente-Maritime | + 0 s           |
| 9e | Kim Baptista         | Royaume-Uni | Eneicat-RBH                       | + 0 s           |
| 10e | Annemiek van Vleuten | Pays-Bas    | Movistar Team                     | + 0 s           |

| \| Classement général \| Classement général \| Classement général \| Classement général \| Classement général \| \| Coureuse \| Coureuse \| Pays \| Équipe \| Temps \| \| ------------------ \| -------------------- \| ------------------ \| --------------------------------- \| ------------------ \| \| 1re \| Annemiek van Vleuten \| Pays-Bas \| Movistar Team \| 9 h 48 min 41 s \| \| 2e \| Mavi García \| Espagne \| Alé BTC Ljubljana \| + 2 min 16 s \| \| 3e \| Katrine Aalerud \| Norvège \| Movistar Team \| + 2 min 30 s \| \| 4e \| Noemi Rüegg \| Suisse \| Stade Rochelais Charente-Maritime \| + 2 min 31 s \| \| 5e \| Debora Silvestri \| Italie \| Top Girls Fassa Bortolo \| + 2 min 31 s \| \| 6e \| Hannah Ludwig \| Allemagne \| Canyon-SRAM Racing \| + 2 min 32 s \| \| 7e \| Greta Marturano \| Italie \| Top Girls Fassa Bortolo \| + 2 min 34 s \| \| 8e \| Špela Kern \| Slovénie \| Massi Tactic \| + 2 min 34 s \| \| 9e \| Omer Shapira \| Israël \| Canyon-SRAM Racing \| + 2 min 35 s \| \| 10e \| Janneke Ensing \| Pays-Bas \| Team BikeExchange \| + 2 min 41 s \| |                      |           |                                   |                 |
| |                      |           |                                   |                 |
| Source : ProCyclingStats |                      |           |                                   |                 |
| Classement général |                      |           |                                   |                 |
| Coureuse | Coureuse             | Pays      | Équipe                            | Temps           |
| 1re | Annemiek van Vleuten | Pays-Bas  | Movistar Team                     | 9 h 48 min 41 s |
| 2e | Mavi García          | Espagne   | Alé BTC Ljubljana                 | + 2 min 16 s    |
| 3e | Katrine Aalerud      | Norvège   | Movistar Team                     | + 2 min 30 s    |
| 4e | Noemi Rüegg          | Suisse    | Stade Rochelais Charente-Maritime | + 2 min 31 s    |
| 5e | Debora Silvestri     | Italie    | Top Girls Fassa Bortolo           | + 2 min 31 s    |
| 6e | Hannah Ludwig        | Allemagne | Canyon-SRAM Racing                | + 2 min 32 s    |
| 7e | Greta Marturano      | Italie    | Top Girls Fassa Bortolo           | + 2 min 34 s    |
| 8e | Špela Kern           | Slovénie  | Massi Tactic                      | + 2 min 34 s    |
| 9e | Omer Shapira         | Israël    | Canyon-SRAM Racing                | + 2 min 35 s    |
| 10e | Janneke Ensing       | Pays-Bas  | Team BikeExchange                 | + 2 min 41 s    |

### 4eétape
Urška Žigart signe sa première victoire professionnelle avec cinq secondes d'avance sur le peloton réglé par Arianna Fidanza.
| \| Classement de l'étape \| Classement de l'étape \| Classement de l'étape \| Classement de l'étape \| Classement de l'étape \| \| Coureuse \| Coureuse \| Pays \| Équipe \| Temps \| \| --------------------- \| --------------------- \| --------------------- \| ----------------------------- \| --------------------- \| \| 1re \| Urška Žigart \| Slovénie \| Team BikeExchange \| 3 h 30 min 13 s \| \| 2e \| Arianna Fidanza \| Italie \| Team BikeExchange \| + 5 s \| \| 3e \| Sheyla Gutiérrez \| Espagne \| Movistar Team \| + 5 s \| \| 4e \| Sandra Alonso \| Espagne \| Bizkaia-Durango \| + 5 s \| \| 5e \| Catalina Soto \| Chili \| NXTG Racing \| + 5 s \| \| 6e \| Lisa Klein \| Allemagne \| Canyon-SRAM Racing \| + 5 s \| \| 7e \| Laura Tomasi \| Italie \| Alé BTC Ljubljana \| + 5 s \| \| 8e \| Debora Silvestri \| Italie \| Top Girls Fassa Bortolo \| + 5 s \| \| 9e \| Letizia Borghesi \| Italie \| Aromitalia-Basso Bikes-Vaiano \| + 5 s \| \| 10e \| Sofía Rodríguez \| Espagne \| Sopela Women's Team \| + 5 s \| |                  |           |                               |                 |
| |                  |           |                               |                 |
| Source : ProCyclingStats |                  |           |                               |                 |
| Classement de l'étape |                  |           |                               |                 |
| Coureuse | Coureuse         | Pays      | Équipe                        | Temps           |
| 1re | Urška Žigart     | Slovénie  | Team BikeExchange             | 3 h 30 min 13 s |
| 2e | Arianna Fidanza  | Italie    | Team BikeExchange             | + 5 s           |
| 3e | Sheyla Gutiérrez | Espagne   | Movistar Team                 | + 5 s           |
| 4e | Sandra Alonso    | Espagne   | Bizkaia-Durango               | + 5 s           |
| 5e | Catalina Soto    | Chili     | NXTG Racing                   | + 5 s           |
| 6e | Lisa Klein       | Allemagne | Canyon-SRAM Racing            | + 5 s           |
| 7e | Laura Tomasi     | Italie    | Alé BTC Ljubljana             | + 5 s           |
| 8e | Debora Silvestri | Italie    | Top Girls Fassa Bortolo       | + 5 s           |
| 9e | Letizia Borghesi | Italie    | Aromitalia-Basso Bikes-Vaiano | + 5 s           |
| 10e | Sofía Rodríguez  | Espagne   | Sopela Women's Team           | + 5 s           |

## Classements finals

### Classement général final
| \| Classement général \| Classement général \| Classement général \| Classement général \| Classement général \| \| Coureuse \| Coureuse \| Pays \| Équipe \| Temps \| \| ------------------ \| -------------------- \| ------------------ \| --------------------------------- \| ------------------ \| \| 1re \| Annemiek van Vleuten \| Pays-Bas \| Movistar Team \| 13 h 18 min 57 s \| \| 2e \| Mavi García \| Espagne \| Alé BTC Ljubljana \| + 2 min 16 s \| \| 3e \| Katrine Aalerud \| Norvège \| Movistar Team \| + 2 min 30 s \| \| 4e \| Debora Silvestri \| Italie \| Top Girls Fassa Bortolo \| + 2 min 31 s \| \| 5e \| Noemi Rüegg \| Suisse \| Stade Rochelais Charente-Maritime \| + 2 min 31 s \| \| 6e \| Hannah Ludwig \| Allemagne \| Canyon-SRAM Racing \| + 2 min 32 s \| \| 7e \| Špela Kern \| Slovénie \| Massi Tactic \| + 2 min 34 s \| \| 8e \| Greta Marturano \| Italie \| Top Girls Fassa Bortolo \| + 2 min 34 s \| \| 9e \| Letizia Borghesi \| Italie \| Aromitalia-Basso Bikes-Vaiano \| + 2 min 34 s \| \| 10e \| Omer Shapira \| Israël \| Canyon-SRAM Racing \| + 2 min 34 s \| |                      |           |                                   |                  |
| |                      |           |                                   |                  |
| Source : ProCyclingStats |                      |           |                                   |                  |
| Classement général |                      |           |                                   |                  |
| Coureuse | Coureuse             | Pays      | Équipe                            | Temps            |
| 1re | Annemiek van Vleuten | Pays-Bas  | Movistar Team                     | 13 h 18 min 57 s |
| 2e | Mavi García          | Espagne   | Alé BTC Ljubljana                 | + 2 min 16 s     |
| 3e | Katrine Aalerud      | Norvège   | Movistar Team                     | + 2 min 30 s     |
| 4e | Debora Silvestri     | Italie    | Top Girls Fassa Bortolo           | + 2 min 31 s     |
| 5e | Noemi Rüegg          | Suisse    | Stade Rochelais Charente-Maritime | + 2 min 31 s     |
| 6e | Hannah Ludwig        | Allemagne | Canyon-SRAM Racing                | + 2 min 32 s     |
| 7e | Špela Kern           | Slovénie  | Massi Tactic                      | + 2 min 34 s     |
| 8e | Greta Marturano      | Italie    | Top Girls Fassa Bortolo           | + 2 min 34 s     |
| 9e | Letizia Borghesi     | Italie    | Aromitalia-Basso Bikes-Vaiano     | + 2 min 34 s     |
| 10e | Omer Shapira         | Israël    | Canyon-SRAM Racing                | + 2 min 34 s     |

### Points UCI
| Position           | 1er | 2e | 3e | 4e | 5e | 6e | 7e | 8e | 9e | 10e | 11e | 12e | 13e à 15e | 16e à 25e |
| Classement général | 125 | 85 | 70 | 60 | 50 | 40 | 35 | 30 | 25 | 20  | 15  | 10  | 5         | 3         |
| Par étape          | 16  | 12 | 8  | 6  | 5  | 4  | 3  | 2  |    |     |     |     |           |           |
| Leader, par étape  | 3   |    |    |    |    |    |    |    |    |     |     |     |           |           |

### Classements annexes
| Classement des sprints | Classement des sprints | Classement des sprints | Classement des sprints | Classement des sprints |
| Coureuse               | Coureuse               | Pays                   | Équipe                 | Points                 |
| ---------------------- | ---------------------- | ---------------------- | ---------------------- | ---------------------- |

| Classement des sprints | Classement des sprints | Classement des sprints | Classement des sprints | Classement des sprints |
| Coureuse               | Coureuse               | Pays                   | Équipe                 | Points                 |
| ---------------------- | ---------------------- | ---------------------- | ---------------------- | ---------------------- |

| Classement du meilleur jeune | Classement du meilleur jeune | Classement du meilleur jeune | Classement du meilleur jeune      | Classement du meilleur jeune |
| Coureuse                     | Coureuse                     | Pays                         | Équipe                            | Temps                        |
| ---------------------------- | ---------------------------- | ---------------------------- | --------------------------------- | ---------------------------- |
| 1re                          | Noemi Rüegg                  | Suisse                       | Stade Rochelais Charente-Maritime | 13 h 21 min 28 s             |
| 2e                           | Hannah Ludwig                | Allemagne                    | Canyon-SRAM Racing                | + 1 s                        |
| 3e                           | Ines Cantera                 | Espagne                      | Sopela Women's Team               | + 46 s                       |
| 4e                           | Idoia Eraso                  | Espagne                      | Laboral Kutxa-Fundación Euskadi   | + 49 s                       |
| 5e                           | Olha Kulynych                | Ukraine                      | Doltcini-Van Eyck-Proximus        | + 55 s                       |
| 6e                           | Julia Borgström              | Suède                        | NXTG Racing                       | + 3 min 02 s                 |
| 7e                           | Amelia Sharpe                | Royaume-Uni                  | NXTG Racing                       | + 3 min 02 s                 |
| 8e                           | Katie Clouse                 | États-Unis                   | Rally Cycling                     | + 3 min 02 s                 |
| 9e                           | Alice Towers                 | Royaume-Uni                  | Drops-Le Col                      | + 4 min 07 s                 |
| 10e                          | Sophie Wright                | Royaume-Uni                  | Alé BTC Ljubljana                 | + 4 min 07 s                 |

| Classement du meilleur jeune | Classement du meilleur jeune | Classement du meilleur jeune | Classement du meilleur jeune      | Classement du meilleur jeune |
| Coureuse                     | Coureuse                     | Pays                         | Équipe                            | Temps                        |
| ---------------------------- | ---------------------------- | ---------------------------- | --------------------------------- | ---------------------------- |
| 1re                          | Noemi Rüegg                  | Suisse                       | Stade Rochelais Charente-Maritime | 13 h 21 min 28 s             |
| 2e                           | Hannah Ludwig                | Allemagne                    | Canyon-SRAM Racing                | + 1 s                        |
| 3e                           | Ines Cantera                 | Espagne                      | Sopela Women's Team               | + 46 s                       |
| 4e                           | Idoia Eraso                  | Espagne                      | Laboral Kutxa-Fundación Euskadi   | + 49 s                       |
| 5e                           | Olha Kulynych                | Ukraine                      | Doltcini-Van Eyck-Proximus        | + 55 s                       |
| 6e                           | Julia Borgström              | Suède                        | NXTG Racing                       | + 3 min 02 s                 |
| 7e                           | Amelia Sharpe                | Royaume-Uni                  | NXTG Racing                       | + 3 min 02 s                 |
| 8e                           | Katie Clouse                 | États-Unis                   | Rally Cycling                     | + 3 min 02 s                 |
| 9e                           | Alice Towers                 | Royaume-Uni                  | Drops-Le Col                      | + 4 min 07 s                 |
| 10e                          | Sophie Wright                | Royaume-Uni                  | Alé BTC Ljubljana                 | + 4 min 07 s                 |

| Classement de la montagne | Classement de la montagne | Classement de la montagne | Classement de la montagne | Classement de la montagne |
| Coureuse                  | Coureuse                  | Pays                      | Équipe                    | Points                    |
| ------------------------- | ------------------------- | ------------------------- | ------------------------- | ------------------------- |
| 1re                       | Kristabel Doebel-Hickok   | États-Unis                | Rally Cycling             | 23 pts                    |
| 2e                        | Janneke Ensing            | Pays-Bas                  | Team BikeExchange         | 21 pts                    |
| 3e                        | Omer Shapira              | Israël                    | Canyon-SRAM Racing        | 20 pts                    |
| 4e                        | Nadine Michaela Gill      | Allemagne                 | Bizkaia-Durango           | 12 pts                    |
| 5e                        | Urška Žigart              | Slovénie                  | Team BikeExchange         | 7 pts                     |
| 6e                        | Annemiek van Vleuten      | Pays-Bas                  | Movistar Team             | 6 pts                     |
| 7e                        | Mavi García               | Espagne                   | Alé BTC Ljubljana         | 6 pts                     |
| 8e                        | Heidi Franz               | États-Unis                | Rally Cycling             | 4 pts                     |
| 9e                        | Katrine Aalerud           | Norvège                   | Movistar Team             | 3 pts                     |
| 10e                       | Tatiana Guderzo           | Italie                    | Alé BTC Ljubljana         | 2 pts                     |

| Classement de la montagne | Classement de la montagne | Classement de la montagne | Classement de la montagne | Classement de la montagne |
| Coureuse                  | Coureuse                  | Pays                      | Équipe                    | Points                    |
| ------------------------- | ------------------------- | ------------------------- | ------------------------- | ------------------------- |
| 1re                       | Kristabel Doebel-Hickok   | États-Unis                | Rally Cycling             | 23 pts                    |
| 2e                        | Janneke Ensing            | Pays-Bas                  | Team BikeExchange         | 21 pts                    |
| 3e                        | Omer Shapira              | Israël                    | Canyon-SRAM Racing        | 20 pts                    |
| 4e                        | Nadine Michaela Gill      | Allemagne                 | Bizkaia-Durango           | 12 pts                    |
| 5e                        | Urška Žigart              | Slovénie                  | Team BikeExchange         | 7 pts                     |
| 6e                        | Annemiek van Vleuten      | Pays-Bas                  | Movistar Team             | 6 pts                     |
| 7e                        | Mavi García               | Espagne                   | Alé BTC Ljubljana         | 6 pts                     |
| 8e                        | Heidi Franz               | États-Unis                | Rally Cycling             | 4 pts                     |
| 9e                        | Katrine Aalerud           | Norvège                   | Movistar Team             | 3 pts                     |
| 10e                       | Tatiana Guderzo           | Italie                    | Alé BTC Ljubljana         | 2 pts                     |

## Évolution des classements
| Étape              | Vainqueur            | Classement général   | Classement par points | Classement de la montagne | Classement régional | Classement des jeunes |
| ------------------ | -------------------- | -------------------- | --------------------- | ------------------------- | ------------------- | --------------------- |
| 1                  | Annemiek van Vleuten | Annemiek van Vleuten | Omer Shapira          | Omer Shapira              | Sandra Alonso       | Hannah Ludwig         |
| 2                  | Sandra Alonso        | Annemiek van Vleuten | Omer Shapira          | Omer Shapira              | Sandra Alonso       | Noemi Rüegg           |
| 3                  | Alice Barnes         | Annemiek van Vleuten | Heidi Franz           | Omer Shapira              | Sandra Alonso       | Noemi Rüegg           |
| 4                  | Urška Žigart         | Annemiek van Vleuten | Heidi Franz           | Kristabel Doebel-Hickok   | Sandra Alonso       | Noemi Rüegg           |
| Classements finals | Classements finals   | Annemiek van Vleuten | Heidi Franz           | Kristabel Doebel-Hickok   | Sandra Alonso       | Noemi Rüegg           |

## Liste des participantes
| Alé BTC Ljubljana ALE | Alé BTC Ljubljana ALE     | Alé BTC Ljubljana ALE |
| --------------------- | ------------------------- | --------------------- |
| Num                   | Coureuse                  | Pos                   |
| 1                     | Mavi García (ESP) (route) | 2e                    |
| 2                     | Tatiana Guderzo (ITA)     | 16e                   |
| 3                     | Sophie Wright (GBR)       | 35e                   |
| 4                     | Laura Tomasi (ITA)        | 37e                   |
| 5                     | Anastasia Chursina (RUS)  | 36e                   |

| Canyon-SRAM Racing CSR | Canyon-SRAM Racing CSR     | Canyon-SRAM Racing CSR |
| ---------------------- | -------------------------- | ---------------------- |
| Num                    | Coureuse                   | Pos                    |
| 11                     | Alice Barnes (GBR)         | 44e                    |
| 12                     | Tiffany Cromwell (AUS)     | 13e                    |
| 13                     | Ella Harris (NZL)          | AB                     |
| 14                     | Lisa Klein (GER)           | 39e                    |
| 15                     | Hannah Ludwig (GER)        | 6e                     |
| 16                     | Omer Shapira (ISR) (route) | 10e                    |
| 17                     | Neve Bradbury (AUS)        | NP-4                   |

| Team BikeExchange BEX | Team BikeExchange BEX          | Team BikeExchange BEX |
| --------------------- | ------------------------------ | --------------------- |
| Num                   | Coureuse                       | Pos                   |
| 21                    | Urška Žigart (SLO)             | 52e                   |
| 22                    | Jessica Allen (AUS)            | 82e                   |
| 23                    | Ane Santesteban (ESP)          | 21e                   |
| 24                    | Janneke Ensing (NED)           | 11e                   |
| 25                    | Teniel Campbell (TTO)          | 56e                   |
| 26                    | Arianna Fidanza (ITA)          | 30e                   |
| 27                    | Georgia Williams (NZL) (route) | 22e                   |

| Movistar Team MOV | Movistar Team MOV                  | Movistar Team MOV |
| ----------------- | ---------------------------------- | ----------------- |
| Num               | Coureuse                           | Pos               |
| 31                | Annemiek van Vleuten (NED) (route) | 1re               |
| 32                | Alicia González (ESP)              | 46e               |
| 33                | Sheyla Gutiérrez (ESP)             | 45e               |
| 34                | Paula Patiño (COL)                 | 23e               |
| 35                | Gloria Rodríguez (ESP)             | AB-3              |
| 36                | Katrine Aalerud (NOR)              | 3e                |

| Rally Cycling RLW | Rally Cycling RLW             | Rally Cycling RLW |
| ----------------- | ----------------------------- | ----------------- |
| Num               | Coureuse                      | Pos               |
| 41                | Kristabel Doebel-Hickok (USA) | 28e               |
| 42                | Sara Poidevin (CAN)           | 71e               |
| 43                | Leigh Ann Ganzar (USA)        | NP-4              |
| 44                | Heidi Franz (USA)             | 59e               |
| 45                | Katie Clouse (USA)            | 33e               |
| 46                | Holly Breck (USA)             | NP-4              |
| 47                | Olivia Ray (NZL)              | AB-3              |

| Top Girls Fassa Bortolo TOP | Top Girls Fassa Bortolo TOP | Top Girls Fassa Bortolo TOP |
| --------------------------- | --------------------------- | --------------------------- |
| Num                         | Coureuse                    | Pos                         |
| 51                          | Michela Balducci (ITA)      | 92e                         |
| 52                          | Giorgia Bariani (ITA)       | 49e                         |
| 53                          | Elisa Dalla Valle (ITA)     | 74e                         |
| 54                          | Greta Marturano (ITA)       | 8e                          |
| 55                          | Gaia Masetti (ITA)          | 58e                         |
| 56                          | Debora Silvestri (ITA)      | 4e                          |
| 57                          | Giorgia Vettorello (ITA)    | AB-4                        |

| Massi Tactic MAT | Massi Tactic MAT    | Massi Tactic MAT |
| ---------------- | ------------------- | ---------------- |
| Num              | Coureuse            | Pos              |
| 61               | Vita Heine (NOR)    | 25e              |
| 62               | Emma Grant (GBR)    | 47e              |
| 63               | Maaike Coljé (NED)  | 51e              |
| 64               | Olivia Baril (CAN)  | 38e              |
| 65               | Špela Kern (SLO)    | 7e               |
| 66               | Mireia Benito (ESP) | 27e              |
| 67               | Mireia Trias (ESP)  | AB-3             |

| Doltcini-Van Eyck-Proximus DVE | Doltcini-Van Eyck-Proximus DVE      | Doltcini-Van Eyck-Proximus DVE |
| ------------------------------ | ----------------------------------- | ------------------------------ |
| Num                            | Coureuse                            | Pos                            |
| 72                             | Nicole Steigenga (NED)              | 69e                            |
| 73                             | Kathrin Schweinberger (AUT) (route) | NP-4                           |
| 74                             | Christina Schweinberger (AUT)       | 61e                            |
| 75                             | Olha Kulynych (UKR)                 | 24e                            |
| 76                             | Minke Bakker (NED)                  | 94e                            |
| 77                             | Amber Aernouts (NED)                | 64e                            |

| Aromitalia-Basso Bikes-Vaiano VAI | Aromitalia-Basso Bikes-Vaiano VAI | Aromitalia-Basso Bikes-Vaiano VAI |
| --------------------------------- | --------------------------------- | --------------------------------- |
| Num                               | Coureuse                          | Pos                               |
| 81                                | Gemma Sernissi (ITA)              | 85e                               |
| 83                                | Letizia Borghesi (ITA)            | 9e                                |
| 84                                | Inga Čilvinaitė (LTU)             | 20e                               |
| 85                                | Rasa Leleivytė (LTU)              | 14e                               |
| 86                                | Giulia Marchesini (ITA)           | 66e                               |
| 87                                | Valentina Scandolara (ITA)        | 77e                               |

| Bizkaia-Durango BDP | Bizkaia-Durango BDP        | Bizkaia-Durango BDP |
| ------------------- | -------------------------- | ------------------- |
| Num                 | Coureuse                   | Pos                 |
| 91                  | Sandra Alonso (ESP)        | 12e                 |
| 92                  | Ariana Gilabert (ESP)      | 83e                 |
| 93                  | Lucía González (ESP)       | 18e                 |
| 94                  | Lydia Iglesias (ESP)       | HD-1                |
| 95                  | Nadine Michaela Gill (GER) | 29e                 |
| 97                  | Emilie Fortin (CAN)        | 75e                 |

| NXTG Racing NXG | NXTG Racing NXG       | NXTG Racing NXG |
| --------------- | --------------------- | --------------- |
| Num             | Coureuse              | Pos             |
| 101             | Julia Borgström (SWE) | 31e             |
| 102             | Emily Wadsworth (GBR) | NP-4            |
| 103             | Amelia Sharpe (GBR)   | 32e             |
| 104             | Catalina Soto (CHI)   | 53e             |
| 105             | Britt Knaven (BEL)    | AB-1            |
| 106             | Mylène de Zoete (NED) | AB-4            |

| Sopela Women's Team SWT | Sopela Women's Team SWT        | Sopela Women's Team SWT |
| ----------------------- | ------------------------------ | ----------------------- |
| Num                     | Coureuse                       | Pos                     |
| 111                     | Sofía Rodríguez (ESP)          | 48e                     |
| 112                     | Claire Steels (GBR)            | 43e                     |
| 113                     | Paula Soler (ESP)              | AB-1                    |
| 114                     | Emma Ortiz (ESP)               | 80e                     |
| 115                     | Natalia Saiz (ESP)             | 99e                     |
| 116                     | Maria Banlles Santamaria (ESP) | 93e                     |
| 117                     | Ines Cantera (ESP)             | 15e                     |

| Eneicat-RBH EIC | Eneicat-RBH EIC        | Eneicat-RBH EIC |
| --------------- | ---------------------- | --------------- |
| Num             | Coureuse               | Pos             |
| 121             | Anna Baidak (RUS)      | 76e             |
| 122             | Lija Laizāne (LAT)     | 57e             |
| 123             | Varvara Fasoi (GRE)    | AB-1            |
| 124             | Nicole D'agostin (ITA) | AB-4            |
| 125             | Kim Baptista (GBR)     | 88e             |
| 126             | Alessia Bulleri (ITA)  | NP-4            |
| 127             | Julia Biryukova (UKR)  | 19e             |

| Río Miera-Cantabria Deporte RMC | Río Miera-Cantabria Deporte RMC | Río Miera-Cantabria Deporte RMC |
| ------------------------------- | ------------------------------- | ------------------------------- |
| Num                             | Coureuse                        | Pos                             |
| 131                             | Fie Østerby                     | 54e                             |
| 132                             | Elisabet Escursell Valero (ESP) | 79e                             |
| 133                             | Nerea Nuno Iglesias (ESP)       | AB-1                            |
| 134                             | Carolina Esteban (ESP)          | AB-1                            |
| 135                             | Isabel Martin (ESP)             | AB                              |
| 136                             | Susana Perez (ESP)              | AB-3                            |
| 137                             | Ania Horcajada (ESP)            | AB-1                            |

| Drops-Le Col DRP | Drops-Le Col DRP        | Drops-Le Col DRP |
| ---------------- | ----------------------- | ---------------- |
| Num              | Coureuse                | Pos              |
| 141              | Anna Christian (GBR)    | 26e              |
| 142              | April Tacey (GBR)       | 67e              |
| 143              | Maria Martins (POR)     | 81e              |
| 144              | Elise Marie Olsen (NOR) | 89e              |
| 145              | Sara Penton (SWE)       | 65e              |
| 146              | Finja Smekal (GER)      | 78e              |
| 147              | Alice Towers (GBR)      | 34e              |

| Stade Rochelais Charente-Maritime CMW | Stade Rochelais Charente-Maritime CMW | Stade Rochelais Charente-Maritime CMW |
| ------------------------------------- | ------------------------------------- | ------------------------------------- |
| Num                                   | Coureuse                              | Pos                                   |
| 151                                   | Séverine Eraud (FRA)                  | AB-4                                  |
| 152                                   | Noémie Abgrall (FRA)                  | AB-4                                  |
| 153                                   | Noemi Rüegg (SUI)                     | 5e                                    |
| 154                                   | Maëva Squiban (FRA)                   | 68e                                   |
| 156                                   | Élodie Le Bail (FRA)                  | AB                                    |
| 157                                   | Annabel Fisher (GBR)                  | 63e                                   |

| Laboral Kutxa-Fundación Euskadi LKF | Laboral Kutxa-Fundación Euskadi LKF | Laboral Kutxa-Fundación Euskadi LKF |
| ----------------------------------- | ----------------------------------- | ----------------------------------- |
| Num                                 | Coureuse                            | Pos                                 |
| 161                                 | Irantzu Beloki (ESP)                | 96e                                 |
| 162                                 | Ainhize Barrainkua (ESP)            | NP-2                                |
| 163                                 | Garazi Estevez (ESP)                | AB-1                                |
| 164                                 | Elena Cuenca (ESP)                  | HD-1                                |
| 165                                 | Idoia Eraso (ESP)                   | 17e                                 |
| 166                                 | Nekane Gomez (ESP)                  | AB-1                                |
| 167                                 | Usoa Ostolaza (ESP)                 | 42e                                 |

| Centre mondial du cyclisme WCC | Centre mondial du cyclisme WCC | Centre mondial du cyclisme WCC |
| ------------------------------ | ------------------------------ | ------------------------------ |
| Num                            | Coureuse                       | Pos                            |
| 171                            | Małgorzata Jasińska (POL)      | 55e                            |
| 172                            | Alessia Vigilia (ITA)          | 73e                            |
| 173                            | Nicole Hanselmann (SUI)        | 87e                            |
| 174                            | Tereza Neumanová (CZE)         | 41e                            |
| 175                            | Luciana Roland (ARG)           | 90e                            |
| 176                            | Nofar Maoz (ISR)               | 86e                            |

| Farto-BTC FAR | Farto-BTC FAR                 | Farto-BTC FAR |
| ------------- | ----------------------------- | ------------- |
| Num           | Coureuse                      | Pos           |
| 181           | Agnieta Francke (NED)         | 60e           |
| 182           | Enara López Gallastegi (ESP)  | 98e           |
| 183           | Sara Bonillo Talens (ESP)     | 97e           |
| 184           | Teresa Ripoll (ESP)           | AB-4          |
| 185           | Maria Del Pilar Jimenez (ESP) | 95e           |
| 186           | Sandra Moral (ESP)            | 91e           |
| 187           | Liliana Jesus (POR)           | 84e           |

| Vib Sports VIB | Vib Sports VIB           | Vib Sports VIB |
| -------------- | ------------------------ | -------------- |
| Num            | Coureuse                 | Pos            |
| 191            | Marta Romeu (ESP)        | 40e            |
| 192            | Esthefania Hurtado (ESP) | AB             |
| 193            | Maryoly Sosa (VEN)       | AB-3           |
| 194            | Melisa Gomiz Perez (ESP) | AB-1           |
| 196            | Georgia Bullard (GBR)    | AB-1           |

| Andy Schleck-CP NVST-Immo Losch ASC | Andy Schleck-CP NVST-Immo Losch ASC | Andy Schleck-CP NVST-Immo Losch ASC |
| ----------------------------------- | ----------------------------------- | ----------------------------------- |
| Num                                 | Coureuse                            | Pos                                 |
| 201                                 | Fabienne Buri (SUI)                 | 70e                                 |
| 202                                 | Georgia Danford (AUS)               | 62e                                 |
| 203                                 | Mae Lang (EST)                      | AB-1                                |
| 204                                 | Rylee McMullen (NZL)                | NP-2                                |
| 205                                 | Léna Mettraux (SUI)                 | NP-2                                |
| 206                                 | Stella Nightingale (NZL)            | 72e                                 |
| 207                                 | Michelle Andres (SUI)               | 50e                                 |

| Alé BTC Ljubljana ALE | Alé BTC Ljubljana ALE     | Alé BTC Ljubljana ALE |
| --------------------- | ------------------------- | --------------------- |
| Num                   | Coureuse                  | Pos                   |
| 1                     | Mavi García (ESP) (route) | 2e                    |
| 2                     | Tatiana Guderzo (ITA)     | 16e                   |
| 3                     | Sophie Wright (GBR)       | 35e                   |
| 4                     | Laura Tomasi (ITA)        | 37e                   |
| 5                     | Anastasia Chursina (RUS)  | 36e                   |

| Canyon-SRAM Racing CSR | Canyon-SRAM Racing CSR     | Canyon-SRAM Racing CSR |
| ---------------------- | -------------------------- | ---------------------- |
| Num                    | Coureuse                   | Pos                    |
| 11                     | Alice Barnes (GBR)         | 44e                    |
| 12                     | Tiffany Cromwell (AUS)     | 13e                    |
| 13                     | Ella Harris (NZL)          | AB                     |
| 14                     | Lisa Klein (GER)           | 39e                    |
| 15                     | Hannah Ludwig (GER)        | 6e                     |
| 16                     | Omer Shapira (ISR) (route) | 10e                    |
| 17                     | Neve Bradbury (AUS)        | NP-4                   |

| Team BikeExchange BEX | Team BikeExchange BEX          | Team BikeExchange BEX |
| --------------------- | ------------------------------ | --------------------- |
| Num                   | Coureuse                       | Pos                   |
| 21                    | Urška Žigart (SLO)             | 52e                   |
| 22                    | Jessica Allen (AUS)            | 82e                   |
| 23                    | Ane Santesteban (ESP)          | 21e                   |
| 24                    | Janneke Ensing (NED)           | 11e                   |
| 25                    | Teniel Campbell (TTO)          | 56e                   |
| 26                    | Arianna Fidanza (ITA)          | 30e                   |
| 27                    | Georgia Williams (NZL) (route) | 22e                   |

| Movistar Team MOV | Movistar Team MOV                  | Movistar Team MOV |
| ----------------- | ---------------------------------- | ----------------- |
| Num               | Coureuse                           | Pos               |
| 31                | Annemiek van Vleuten (NED) (route) | 1re               |
| 32                | Alicia González (ESP)              | 46e               |
| 33                | Sheyla Gutiérrez (ESP)             | 45e               |
| 34                | Paula Patiño (COL)                 | 23e               |
| 35                | Gloria Rodríguez (ESP)             | AB-3              |
| 36                | Katrine Aalerud (NOR)              | 3e                |

| Rally Cycling RLW | Rally Cycling RLW             | Rally Cycling RLW |
| ----------------- | ----------------------------- | ----------------- |
| Num               | Coureuse                      | Pos               |
| 41                | Kristabel Doebel-Hickok (USA) | 28e               |
| 42                | Sara Poidevin (CAN)           | 71e               |
| 43                | Leigh Ann Ganzar (USA)        | NP-4              |
| 44                | Heidi Franz (USA)             | 59e               |
| 45                | Katie Clouse (USA)            | 33e               |
| 46                | Holly Breck (USA)             | NP-4              |
| 47                | Olivia Ray (NZL)              | AB-3              |

| Top Girls Fassa Bortolo TOP | Top Girls Fassa Bortolo TOP | Top Girls Fassa Bortolo TOP |
| --------------------------- | --------------------------- | --------------------------- |
| Num                         | Coureuse                    | Pos                         |
| 51                          | Michela Balducci (ITA)      | 92e                         |
| 52                          | Giorgia Bariani (ITA)       | 49e                         |
| 53                          | Elisa Dalla Valle (ITA)     | 74e                         |
| 54                          | Greta Marturano (ITA)       | 8e                          |
| 55                          | Gaia Masetti (ITA)          | 58e                         |
| 56                          | Debora Silvestri (ITA)      | 4e                          |
| 57                          | Giorgia Vettorello (ITA)    | AB-4                        |

| Massi Tactic MAT | Massi Tactic MAT    | Massi Tactic MAT |
| ---------------- | ------------------- | ---------------- |
| Num              | Coureuse            | Pos              |
| 61               | Vita Heine (NOR)    | 25e              |
| 62               | Emma Grant (GBR)    | 47e              |
| 63               | Maaike Coljé (NED)  | 51e              |
| 64               | Olivia Baril (CAN)  | 38e              |
| 65               | Špela Kern (SLO)    | 7e               |
| 66               | Mireia Benito (ESP) | 27e              |
| 67               | Mireia Trias (ESP)  | AB-3             |

| Doltcini-Van Eyck-Proximus DVE | Doltcini-Van Eyck-Proximus DVE      | Doltcini-Van Eyck-Proximus DVE |
| ------------------------------ | ----------------------------------- | ------------------------------ |
| Num                            | Coureuse                            | Pos                            |
| 72                             | Nicole Steigenga (NED)              | 69e                            |
| 73                             | Kathrin Schweinberger (AUT) (route) | NP-4                           |
| 74                             | Christina Schweinberger (AUT)       | 61e                            |
| 75                             | Olha Kulynych (UKR)                 | 24e                            |
| 76                             | Minke Bakker (NED)                  | 94e                            |
| 77                             | Amber Aernouts (NED)                | 64e                            |

| Aromitalia-Basso Bikes-Vaiano VAI | Aromitalia-Basso Bikes-Vaiano VAI | Aromitalia-Basso Bikes-Vaiano VAI |
| --------------------------------- | --------------------------------- | --------------------------------- |
| Num                               | Coureuse                          | Pos                               |
| 81                                | Gemma Sernissi (ITA)              | 85e                               |
| 83                                | Letizia Borghesi (ITA)            | 9e                                |
| 84                                | Inga Čilvinaitė (LTU)             | 20e                               |
| 85                                | Rasa Leleivytė (LTU)              | 14e                               |
| 86                                | Giulia Marchesini (ITA)           | 66e                               |
| 87                                | Valentina Scandolara (ITA)        | 77e                               |

| Bizkaia-Durango BDP | Bizkaia-Durango BDP        | Bizkaia-Durango BDP |
| ------------------- | -------------------------- | ------------------- |
| Num                 | Coureuse                   | Pos                 |
| 91                  | Sandra Alonso (ESP)        | 12e                 |
| 92                  | Ariana Gilabert (ESP)      | 83e                 |
| 93                  | Lucía González (ESP)       | 18e                 |
| 94                  | Lydia Iglesias (ESP)       | HD-1                |
| 95                  | Nadine Michaela Gill (GER) | 29e                 |
| 97                  | Emilie Fortin (CAN)        | 75e                 |

| NXTG Racing NXG | NXTG Racing NXG       | NXTG Racing NXG |
| --------------- | --------------------- | --------------- |
| Num             | Coureuse              | Pos             |
| 101             | Julia Borgström (SWE) | 31e             |
| 102             | Emily Wadsworth (GBR) | NP-4            |
| 103             | Amelia Sharpe (GBR)   | 32e             |
| 104             | Catalina Soto (CHI)   | 53e             |
| 105             | Britt Knaven (BEL)    | AB-1            |
| 106             | Mylène de Zoete (NED) | AB-4            |

| Sopela Women's Team SWT | Sopela Women's Team SWT        | Sopela Women's Team SWT |
| ----------------------- | ------------------------------ | ----------------------- |
| Num                     | Coureuse                       | Pos                     |
| 111                     | Sofía Rodríguez (ESP)          | 48e                     |
| 112                     | Claire Steels (GBR)            | 43e                     |
| 113                     | Paula Soler (ESP)              | AB-1                    |
| 114                     | Emma Ortiz (ESP)               | 80e                     |
| 115                     | Natalia Saiz (ESP)             | 99e                     |
| 116                     | Maria Banlles Santamaria (ESP) | 93e                     |
| 117                     | Ines Cantera (ESP)             | 15e                     |

| Eneicat-RBH EIC | Eneicat-RBH EIC        | Eneicat-RBH EIC |
| --------------- | ---------------------- | --------------- |
| Num             | Coureuse               | Pos             |
| 121             | Anna Baidak (RUS)      | 76e             |
| 122             | Lija Laizāne (LAT)     | 57e             |
| 123             | Varvara Fasoi (GRE)    | AB-1            |
| 124             | Nicole D'agostin (ITA) | AB-4            |
| 125             | Kim Baptista (GBR)     | 88e             |
| 126             | Alessia Bulleri (ITA)  | NP-4            |
| 127             | Julia Biryukova (UKR)  | 19e             |

| Río Miera-Cantabria Deporte RMC | Río Miera-Cantabria Deporte RMC | Río Miera-Cantabria Deporte RMC |
| ------------------------------- | ------------------------------- | ------------------------------- |
| Num                             | Coureuse                        | Pos                             |
| 131                             | Fie Østerby                     | 54e                             |
| 132                             | Elisabet Escursell Valero (ESP) | 79e                             |
| 133                             | Nerea Nuno Iglesias (ESP)       | AB-1                            |
| 134                             | Carolina Esteban (ESP)          | AB-1                            |
| 135                             | Isabel Martin (ESP)             | AB                              |
| 136                             | Susana Perez (ESP)              | AB-3                            |
| 137                             | Ania Horcajada (ESP)            | AB-1                            |

| Drops-Le Col DRP | Drops-Le Col DRP        | Drops-Le Col DRP |
| ---------------- | ----------------------- | ---------------- |
| Num              | Coureuse                | Pos              |
| 141              | Anna Christian (GBR)    | 26e              |
| 142              | April Tacey (GBR)       | 67e              |
| 143              | Maria Martins (POR)     | 81e              |
| 144              | Elise Marie Olsen (NOR) | 89e              |
| 145              | Sara Penton (SWE)       | 65e              |
| 146              | Finja Smekal (GER)      | 78e              |
| 147              | Alice Towers (GBR)      | 34e              |

| Stade Rochelais Charente-Maritime CMW | Stade Rochelais Charente-Maritime CMW | Stade Rochelais Charente-Maritime CMW |
| ------------------------------------- | ------------------------------------- | ------------------------------------- |
| Num                                   | Coureuse                              | Pos                                   |
| 151                                   | Séverine Eraud (FRA)                  | AB-4                                  |
| 152                                   | Noémie Abgrall (FRA)                  | AB-4                                  |
| 153                                   | Noemi Rüegg (SUI)                     | 5e                                    |
| 154                                   | Maëva Squiban (FRA)                   | 68e                                   |
| 156                                   | Élodie Le Bail (FRA)                  | AB                                    |
| 157                                   | Annabel Fisher (GBR)                  | 63e                                   |

| Laboral Kutxa-Fundación Euskadi LKF | Laboral Kutxa-Fundación Euskadi LKF | Laboral Kutxa-Fundación Euskadi LKF |
| ----------------------------------- | ----------------------------------- | ----------------------------------- |
| Num                                 | Coureuse                            | Pos                                 |
| 161                                 | Irantzu Beloki (ESP)                | 96e                                 |
| 162                                 | Ainhize Barrainkua (ESP)            | NP-2                                |
| 163                                 | Garazi Estevez (ESP)                | AB-1                                |
| 164                                 | Elena Cuenca (ESP)                  | HD-1                                |
| 165                                 | Idoia Eraso (ESP)                   | 17e                                 |
| 166                                 | Nekane Gomez (ESP)                  | AB-1                                |
| 167                                 | Usoa Ostolaza (ESP)                 | 42e                                 |

| Centre mondial du cyclisme WCC | Centre mondial du cyclisme WCC | Centre mondial du cyclisme WCC |
| ------------------------------ | ------------------------------ | ------------------------------ |
| Num                            | Coureuse                       | Pos                            |
| 171                            | Małgorzata Jasińska (POL)      | 55e                            |
| 172                            | Alessia Vigilia (ITA)          | 73e                            |
| 173                            | Nicole Hanselmann (SUI)        | 87e                            |
| 174                            | Tereza Neumanová (CZE)         | 41e                            |
| 175                            | Luciana Roland (ARG)           | 90e                            |
| 176                            | Nofar Maoz (ISR)               | 86e                            |

| Farto-BTC FAR | Farto-BTC FAR                 | Farto-BTC FAR |
| ------------- | ----------------------------- | ------------- |
| Num           | Coureuse                      | Pos           |
| 181           | Agnieta Francke (NED)         | 60e           |
| 182           | Enara López Gallastegi (ESP)  | 98e           |
| 183           | Sara Bonillo Talens (ESP)     | 97e           |
| 184           | Teresa Ripoll (ESP)           | AB-4          |
| 185           | Maria Del Pilar Jimenez (ESP) | 95e           |
| 186           | Sandra Moral (ESP)            | 91e           |
| 187           | Liliana Jesus (POR)           | 84e           |

| Vib Sports VIB | Vib Sports VIB           | Vib Sports VIB |
| -------------- | ------------------------ | -------------- |
| Num            | Coureuse                 | Pos            |
| 191            | Marta Romeu (ESP)        | 40e            |
| 192            | Esthefania Hurtado (ESP) | AB             |
| 193            | Maryoly Sosa (VEN)       | AB-3           |
| 194            | Melisa Gomiz Perez (ESP) | AB-1           |
| 196            | Georgia Bullard (GBR)    | AB-1           |

| Andy Schleck-CP NVST-Immo Losch ASC | Andy Schleck-CP NVST-Immo Losch ASC | Andy Schleck-CP NVST-Immo Losch ASC |
| ----------------------------------- | ----------------------------------- | ----------------------------------- |
| Num                                 | Coureuse                            | Pos                                 |
| 201                                 | Fabienne Buri (SUI)                 | 70e                                 |
| 202                                 | Georgia Danford (AUS)               | 62e                                 |
| 203                                 | Mae Lang (EST)                      | AB-1                                |
| 204                                 | Rylee McMullen (NZL)                | NP-2                                |
| 205                                 | Léna Mettraux (SUI)                 | NP-2                                |
| 206                                 | Stella Nightingale (NZL)            | 72e                                 |
| 207                                 | Michelle Andres (SUI)               | 50e                                 |